# Tiriba-do-madeira
Tiriba-do-madeira (nome científico: Pyrrhura pallescens) é uma espécie de ave da família dos psitacídeos.

## Taxonomia
Gaban-Lima & Raposo (2016) demonstrraam que Pyrrhura snethlageae é sinônimo júnior de P. pallescens.

### Subespécies
As seguintes subespécies foram descritas:
- Pyrrhura pallescens lucida Arndt, 2008
- Pyrrhura pallescens pallescens Miranda-Ribeiro, 1926

## Distribuição
Pode ser encontrada na Bolívia e no Brasil.